# Rhinotus angulifer
Rhinotus angulifer är en mångfotingart som först beskrevs av Chamberlin 1940.  Rhinotus angulifer ingår i släktet Rhinotus och familjen Siphonotidae. Inga underarter finns listade i Catalogue of Life.